# Anton Josef Reiss

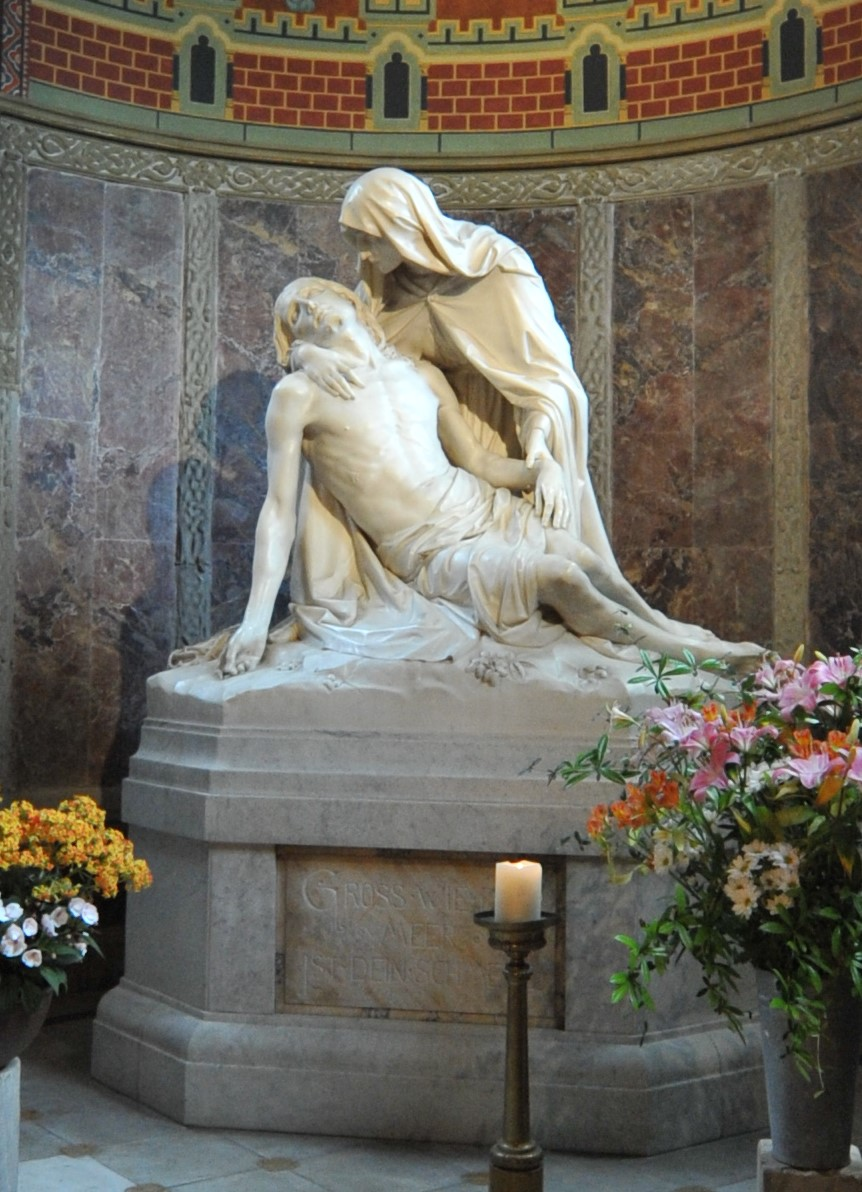
Pietà im St. Gereon in Köln

Anton Josef Reiss, Familienname auch in der Schreibweise Reiß (* 30. Oktober 1835 in Düsseldorf; † 31. Januar 1900 ebenda), war ein deutscher Bildhauer.

## Leben und Wirken

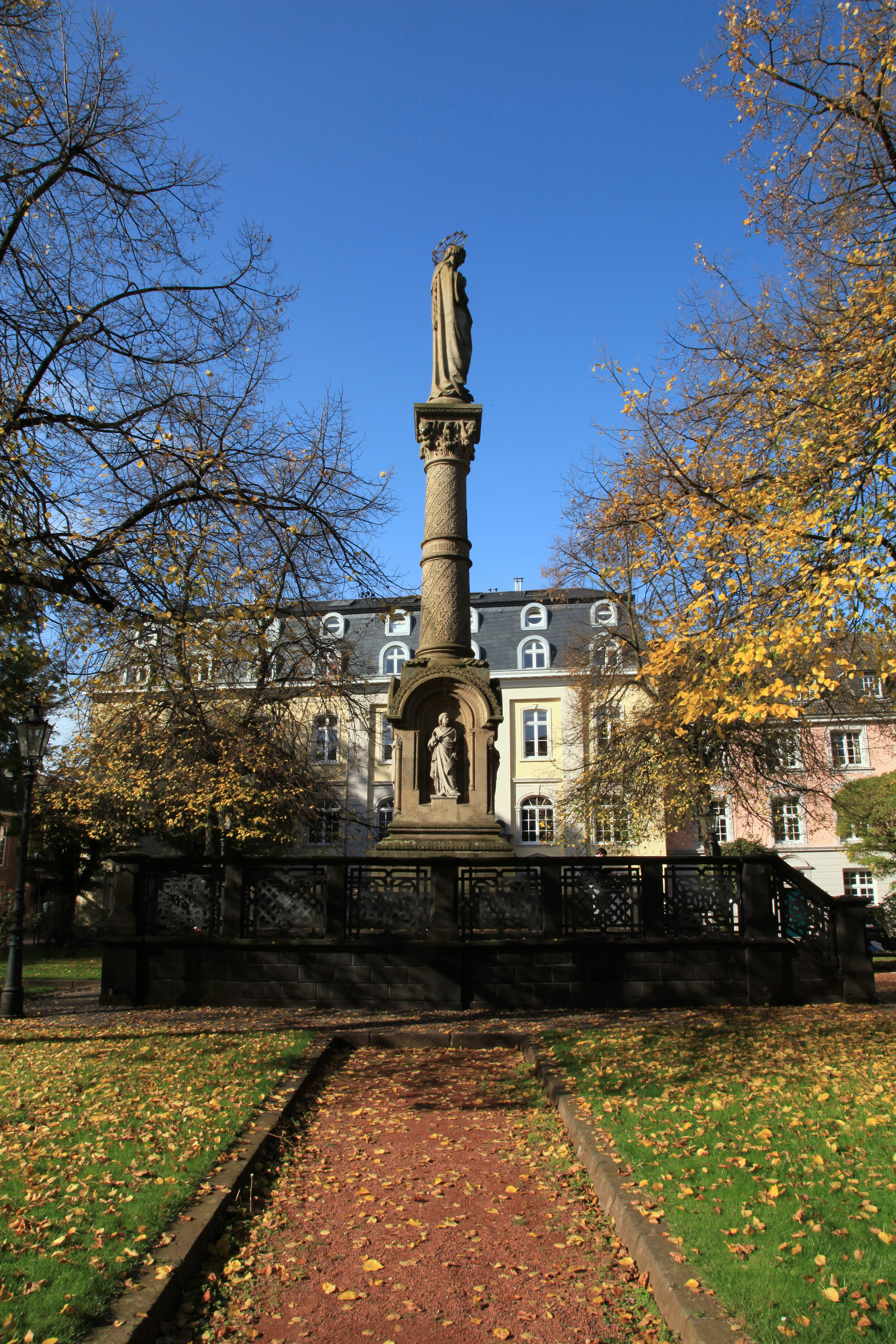
Mariensäule in Düsseldorf

Reiss war das dritte Kind des Fuhrmanns Carl Peter Josef Reiß und der Sophie Henriette Fink. Seine Schwestern Luise und Christine waren vor ihm geboren worden. Seine Ausbildung zum Bildhauer erhielt er bei Julius Bayerle, welcher später unter Wilhelm von Schadow das erste Atelier für Bildhauerei an der Kunstakademie Düsseldorf eingerichtete. Zuvor hatte Reiss im Jahre 1851 an der Kunstakademie die Elementarklasse von Josef Wintergerst besucht. Außerdem besuchte er von 1854 bis 1855 die Antikenklasse von Karl Ferdinand Sohn und erhielt Unterricht in Anatomie und Proportionen bei Heinrich Mücke. Josef Reiss war Mitglied des Künstlervereins Malkasten und hatte sein Atelier Mitte der 1870er Jahre in der Klosterstraße 88, wo er seine verwitwete Mutter aufnahm. Anfang der 1880er Jahre hatte sich Reiss ein Haus auf dem Eckgrundstück der Kurfürstenstraße 28 in der Klosterstraße 128 gebaut. Eigentümer des Nachbarhauses war unter anderen die Familie von Gustav Rutz.
Er widmete sein Schaffen ganz der religiösen Kunst. Es war stilistisch mit der Kunst der Nazarener verwandt. Bei der Marmor-Pietà für St. Gereon in Köln orientierte er sich an italienischen Vorbildern, so an dem berühmten Bildwerk Michelangelos in St. Peter.

## Werke (Auswahl)
- Andernach
  - eine Madonna für die Pfarrkirche St. Maria Himmelfahrt
- Düsseldorf
  - allegorische Figuren an der Fassade des Rathauses
  - Figurenschmuck, das Kreuz über dem Altar und die Madonna in der Kath. Pfarrkirche St. Mariä Empfängnis
  - der Kreuzweg in der Kath. Pfarrkirche St. Mariä Empfängnis, zusammen mit seinem Schüler Alexander Iven
  - die Mondsichelmadonna auf der Mariensäule auf dem Maxplatz
  - der Kalvarienberg und Heiligenfiguren am Portal der Pfarrkirche St. Lambertus
  - Grabmal von Friedrich Wilhelm von Schadow auf dem Golzheimer Friedhof
  - Pieta der Ruhestätte der Familie Peter Kürten, Nordfriedhof Düsseldorf
- Duisburg
  - das Kriegerdenkmal für die Gefallenen der Einigungskriege mit dem Sitzbild der Duisburgia, auf dem Platz an der Königstraße (enthüllt 1873, nicht erhalten)
  - Mercator-Denkmal auf dem Burgplatz vor dem Rathaus
- Köln
  - die Marmor-Pietà in St. Gereon
- Krefeld–Hüls
  - Hochaltar in der Pfarrkirche St. Cyriakus
- Neuss
  - Nebenaltäre im Quirinusmünster
- Neuss–Grefrath
  - Altäre und Heiligenfiguren in der katholischen Pfarrkirche St. Stephanus[11]